# Santiago Gregorio O'Farrell

Escudo de la familia O'Farrell.

Santiago Gregorio O'Farrell  (Buenos Aires, 14 de marzo de 1861 - Buenos Aires, 15 de mayo de 1926), político y abogado argentino perteneciente a la Unión Cívica Nacional, y a la Liga Demócrata Cristiana e identificado con la doctrina socialcristiana. Fue tres veces Diputado de la Nación Argentina, durante su actuación proyectó diversas leyes de carácter social y se destacó por su labor parlamentaria en pro de la acción social católica.

## Orígenes y formación
Sus padres fueron el estanciero y político argentino, que llegó a ser diputado en la Legislatura de la provincia de Buenos Aires don Miguel O'Farrell y la irlandesa doña Mary Seery.
El doctor O'Farrell fue alumno del Salvador en los cursos de 1873 y 1874, pero en 1875 pasó al colegio de la Inmaculada, de Santa Fe, donde terminó su bachillerato en 1878.
En 1883, 5 años más tarde obtiene el título de doctor en jurisprudencia en la Universidad de Buenos Aires, su tesis versó sobre "Privilegios del Banco de la Provincia". Comenzó a sobresalir por su cultura y por su versación en temas históricos y políticos.
En 1884 a los 23 años se casó en la parroquia Regina Martyrum en Buenos Aires (Av. Hipólito Yrigoyen 2029) con Margarita Harrington Culligan de 20 años hija de Juan Harrington, estanciero irlandés y Lucía Culligan. Con quien tuvo trece hijos.

## Carrera profesional y política
En 1883 Fundó en Buenos Aires el Estudio O'Farrell que todavía existe y es el más antiguo de los estudios jurídicos de la Argentina.
El 29 de junio de 1883, en el periódico de la colectividad irlandesa en la argentina, The Southern Cross, uno de los más antiguos del país, una nota comentaba el aviso publicado ese día por los doctores Santiago Gregorio
O´Farrell y Santiago Klappenbach, quienes comunicaban la apertura de su estudio jurídico, en la calle Adolfo Alsina 159 de la ciudad de Buenos Aires. Decía: “Son dos hombres jóvenes de los cuales cualquier nación puede estar orgullosa y, siendo sinceros amigos del pueblo irlandés, esperamos que nuestros compatriotas los consultarán cada vez que se presente ocasión, confiando en que no se sentirán defraudados.”
Años más tarde, en 1889 ingresó en la Unión Cívica. Cuando se produce la escisión, en 1891, el Dr. O'Farrell se alinea en las filas de la Unión Cívica Nacional, el ala más conservadora de ese partido. Durante dos años estuvo entre los concejales porteños, a partir de 1892 hasta 1894.
En 1893 a sus 32 años es nombrado presidente del Círculos Católicos de Obreros fundados al año anterior por el sacerdote redentorista Federico Grote. El mismo año se funda la primera Escuela Católica de Varones. Da el discurso inaugural como presidente del Círculo Católico. El Círculo Católico de Obreros aplica las enseñanzas del papa León XIII en sus encíclicas Rerum Novarum (1891) sobre la cuestión social y Graves de Communi Re (1901) sobre el recto concepto de Democracia Cristiana, como parte del socialcristianismo y distinguiéndola de la socialdemocracia.
En 1893 es nombrado presidente de la Academia Literaria del Plata, de la cual fue elegido nuevamente presidente en 1904 hasta 1906 que lo sucede el Señor Roca Martí.
Es censado en la capital federal en el censo nacional de 1895.
En 1896 es electo diputado nacional por la provincia de Buenos Aires hasta 1900, teniendo una importante participación en la labor legislativa. Durante el primer período como diputado se destaca: la aprobación de la Ley de Seguro de Vida, su participación en la Comisión de Investigación Judicial y Códigos. Entre sus intervenciones, la pronunciada en la Sesión Secreta del 14 de septiembre de 1889. En dicha sesión, referente a los límites con Chile, O´Farrell critica el informe del ministro de Guerra y Marina, planteando que, en caso de que se declarase la guerra, la situación para Argentina sería lamentable: Inglaterra cerraría el suministro de carbón de todas las carboneras de Europa, además de que el Ejército de tierra cuenta con escuadrones de caballería sin caballos, de artillería sin atalajes, de infantería sin correajes y todos con la mitad de las carpas necesarias".
De 1902 a 1910 participó del Club Católico de Notables y de la Liga Democrática Cristiana, antecedente de La DC. El Primer Manifiesto de la Liga Democrática Cristiana contiene los principios básicos del socialcristianismo. En los congresos nacionales que organizados por la Liga en 1907 y 1908 figuras como Federico Grote, Gustavo Franceschi, Emilio Lamarca, Alejandro Bunge, Juan Félix Cafferata expusieron notables trabajos y proyectos de legislación social.
En 1904 con 43 años es reelecto diputado nacional por la Capital Federal hasta 1906. Y en 1906 es renovado el mandato por tercera vez consecutiva como diputado por la Capital Federal hasta 1910, ahora junto al Partido Republicano, con el apoyo de un desprendimiento del Partido Autonomista Nacional que lideraba Roca.
Fue autor de la ley de descanso dominical n.º 4161 en 1905 y de la ley sobre trabajo de mujeres y menores n.º 5291 1907.
Su nombre era sinónimo de acción, su labor parlamentaria clara, constructiva, enalteció su nombre. El doctor O'Farrell poseía el don de la elocuencia. Intervino en la primera discusión del proyecto de ley sobre divorcio. Las crónicas de la época lo consignan, con argumentos precisos, defendiendo la tesis contraria al proyecto. Se lo considera católico ferviente. Nadie, o muy pocos saben hoy que la ley 3.942, sancionada en 1898, estableciendo el seguro de vida es obra suya. Ocupó, además, funciones y cargos, sobre la base de su experiencia y versación jurídica y parlamentaria, en sociedades industriales y en instituciones bancarias.
Le importó y estudió todo lo atinente a los ferrocarriles, entre sus actividades también se destaca la participación en diversas comisiones organizadoras de empresas ferroviarias. Ello le permitió llegar a la presidencia del Ferrocarril Buenos Aires al Pacífico y Gran Oeste Argentino (hoy Ferrocarril San Martín) el 1 de mayo de 1913 ejerciendo la presidencia hasta su fallecimiento. Para que el país adelantara y transportara sus productos, era necesario que se extendieran las redes ferroviarias hasta las zonas más inhóspitas.
Fue presidente de la Cía. de Tierras, Maderas y Ferrocarriles "La Forestal" Ltda..
Por otra parte, en la revista “Estudios” de la Universidad de la Plata, se publican sus palabras ante el inminente cambio no sólo en el orden económico del país, sino también político y social.  Sus ideas continúan siendo actuales, allí sostiene que el objetivo era: "Reiterar la condenación enérgica de todo propósito que tienda a reemplazar el orden en la vida económica de la nación por la anarquía, suprimiendo las libertades que amparan por igual al trabajo y al capital y repetir el aplauso caluroso a las instituciones y a los hombres que lograron mantener, con mano férrea el imperio de la Constitución".
En 1919 participó de la fundación del "Buenos Aires Rotary Club".
Acta de fundación
En un papel, con el logotipo del Jockey Club, se hizo el acta de la fundación del "Buenos Aires Rotary Club"
"En Buenos Aires a 8 de noviembre de 1919 en los salones del Jockey Club en presencia de los señores Don Francisco Ghigliani y don Cornelio van Domselaar debidamente autorizados por la Asociación Internacional de Clubes Rotarios para constituir en Buenos Aires el "Buenos Aires Rotary Club" y con asistencia de los señores doctores Jorge A. Mitre, Santiago O’Farrell y Señor Noel F. Tribe, Meredith N. Stiles, H.C. Watkins, Patricio B. Browne, Jorge Kunegh, C. H. Abott y Nelson Wisner, M. López Marin y F.R.T.R. Bourse, se declara fundada la institución designándose:
Presidente: D. Jorge A. Mitre; Secretario: T.R. Bourse, y Tesorero: Noel F. Tribe.
Para constancia se labra la presente acta que firma el presidente y secretario del Buenos Aires Rotary Club y los representantes de la Asociación Internacional de Clubes Rotarios.
Se declaran también fundadores los señores Julio A. García, José A. Cortejarena, C.T. Wellheuer, Juan Lalor y Eugenio C. Noé, quienes no estando presentes, se adhirieron al Club por escrito. Firman: Jorge A. Mitre, Teodoro R. Browne, Francisco Ghigliani y Cornelio van Domselaar."
Publicó un folleto: Datos recopilados por el Dr. Santiago G. O'Farrell, presidente de la Comisión pro monumento al almirante Brown. Era necesario –sostuvo en 1916- que el Almirante Brown tuviera un monumento en la capital argentina. Una vez terminado el monumento, el Poder Ejecutivo Nacional decretó que el 8 de julio de 1919 tuviera lugar su inauguración. A las 14 hs. frente a la colectividad irlandesa, se hizo presente la Comitiva Oficial compuesta por el señor Presidente de la Nación D. Hipólito Yrigoyen, el ministro de Marina Dr. Julio Moreno, restantes Ministros del P.E., el presidente del Senado, el intendente municipal, miembros de las Cámaras de Senadores y de Diputados, Oficiales del Ejército y de la Armada, descendientes del Almirante Brown y el Dr. Santiago G. O’Farrell.
Asimismo una brigada de desembarco a órdenes del Capitán de Navío D. Tiburcio Aldao, que estaba integrada por la Escuela Naval Militar, Escuela de Mecánica de la Armada, Escuela de Aprendices Artilleros y Regimiento de Desembarco del Arsenal del
Río de la Plata, daba marco a la emotiva ceremonia. Se inició el acto de inauguración con una salva de 21 cañonazos disparada desde el acorazado “Almirante Brown”.
En primer lugar hizo uso de la palabra el señor O'Farrell, quien comenzó manifestando:
“Es menester rectificar el concepto de que la ingratitud y el olvido constituyen las monedas con que las democracias pagan a sus leales servidores”.
Luego siguió rememorando las principales acciones navales que tuvieron por protagonista a nuestro glorioso Almirante y finalizó su discurso, manifestando:
“Gracias al Poder Ejecutivo, que en todo momento nos ha alentado con su ayuda pecuniaria y moral; gracias a la Intendencia Municipal de la Capital de la Nación por la gentileza con que ha allanado todas las dificultades referentes a la ubicación del monumento; gracias a los generosos irlandeses y a sus descendientes que han considerado como un timbre de honor aportar los recursos necesarios; nuestro reconocimiento muy expresivo al eximio escultor señor Chiapasco, por la eficacia y delicadeza con que ha llevado su cometido desde el primer momento hasta dejar concluida su obra”.
En los años 1920-21 envió colaboraciones a "El Pueblo" y "La Nación" desde Europa. Conviene releer sus páginas acerca de sus primeros maestros, trabajo que denominó Los Jesuitas de Farm Street.
Durante 1921-1922 ocupó la presidencia del Rotary Club de Buenos Aires.
El 12 de junio de 1924, fue elegido presidente de la Sociedad de ExAlumnos del colegio del Salvador.
El lunes 17 de mayo de 1926, fallece en Buenos Aires, las honras fúnebres que se le tributaron fueron elocuente demostración de la estima en que se lo tenía. Las más destacadas personalidades asistieron a su velatorio y sepelio, presididas por el entonces Presidente de la Nación Dr. Marcelo T. de Alvear, los Ministros de Relaciones Exteriores, de Agricultura, y de Marina y de Guerra, y por los obispos Monseñor Devoto, Monseñor Julio Campero y Aráoz, Monseñor de Temnos, Monseñor Miguel de Andrea, y el Encargado de Negocios de la Nunciatura, Monseñor Alberto Levame. Con ese motivo decía The Southern Cross: "Any one who tried to approach the Plaza de Mayo today, between the hours 10 and 11:30 very soon came to the conclusion that some 'acontecimiento nacional' had taken place. A vast concourse of people and motor-cars blocked the traffic for many squares. A crowd as is not seen there even when the traditional Tedeum takes place at the Cathedral on the 25th. of May; presentley a hearse moving slowly down the Diagonal Norte to the main entrance of the Cathedral followed by three carriages containing the most beautiful floral wreaths that we have ever seen at any ceremony of this kind. It was the most impressive and most imposing funeral that has been witnessed in Buenos Aires, considering the fact that it was free of all official honours or martial pomp or ceremony" (The Southern Cross, 21.5.1926).
Como eximio exalumno del colegio del Salvador, los alumnos de ese año le tributaron un homenaje tan sencillo como significativo. Con la bandera del colegio enlutada formaron sobre la acera del mismo al paso del cortejo fúnebre. Así despidieron los restos mortales del gran ciudadano.

## Su vínculo con el Pueblo Santa Lucía
Santa Lucía, Partido de San Pedro, Buenos Aires.
Desde la llegada de los irlandeses como nuevos pobladores y sumado a los vecinos de la zona le dieron impulso al paraje que fue modelado gracias al trabajo y pujanza de la colectividad irlandesa, prueba de ello fue la erección de una nueva capilla a orillas del camino real siendo base de las nueva capellanías determinadas por el padre Fahy.
Santiago Gregorio O'Farrell y su esposa Margarita, junto con otros integrantes de la colectividad irlandesa influyeron en la educación y desarrollo cultural y a la fundación del Pueblo Santa Lucía, nombre elegido en honor a Lucia Culligan madre de Margarita Harrington de O'Farrell.
Según el Diario El Independiente de San Pedro del 8 de julio de 1895. "El pueblo de San Pedro, fue honrado el domingo, con la visita del Gobernador de la Provincia de Buenos Aires, Dr. Guillermo Udaondo. El Dr. O'Farrell ofreció, en nombre del pueblo de San Pedro, las improvisadas manifestaciones de simpatía que le habían sido hechas al Gobernador. El discurso fue justiciero y encomió a nuestras autoridades diciendo: "podeis, señor, recorrer los campos, y encontrareis desempeñando los puestos de alcaldes y tenientes alcaldes, hombres de posición, vecinos caracterizados; en todas partes encontrareis buena administración". El Intendente Sr. Novillo pronunció un breve discurso agradeciendo los elogios a su administración". A los 35 años de edad nace su hija Margarita en 1896.